# 直男癌
直男癌（ちょくなんがん straight male cancer）は、伝統的な性役割を頑なに支持する、性差別的で排外主義的であるとされる男性を表現するために、中国のフェミニストが用いる軽蔑的な言葉である。2014年半ばに、中国のSNSである豆瓣(Douban)や微博(Weibo)のユーザーによって作られた言葉で、伝統的な家父長制の価値観を堂々と支持し、フェミニズム運動や男女平等を軽視し、通常は民族主義的で、外国人や少数民族を敵視する保守的な男性を指す。
この言葉は中国本土で生まれた。2015年に学者の周国平の新浪微博への投稿が「直男癌」と非難されたことで広まった。しかし近年では、この言葉を使用することがミサンドリー（男性嫌悪）と非難され、SNSでは「女権癌」（フェミナチとほぼ同義）や「女権婊」などと呼ばれている。また、中国のフェミニズム運動は「田園女権」（「田園犬」（野犬の意味）と「女権」のかばん語）と呼び、フェミニストを吠える過激派として誹謗中傷する者もいる。

## 背景

### 古代中国の自給自足経済
中国の封建社会における基本的な社会経済形成である自給自足経済（小規模農民経済とも呼ばれる）は、古代中国で2000年以上続いてきた。自給自足経済は、生存のためにいかなる援助、支援、交流も必要としなかったため、個人的または集団的な自律性の一種であり、男性優位の考え方の形成に寄与していると考えられる。
男性は体力的に優れているため、生産部門において、男性が主要な地位を占め、女性は二次的な地位に追いやられてきた。

### 男子の誕生を好む傾向
家父長制の影響を強く受けている中国の多くの家庭、特に農村部の家庭では、女子よりも男子の誕生を好む傾向がある。